# Lira israelense

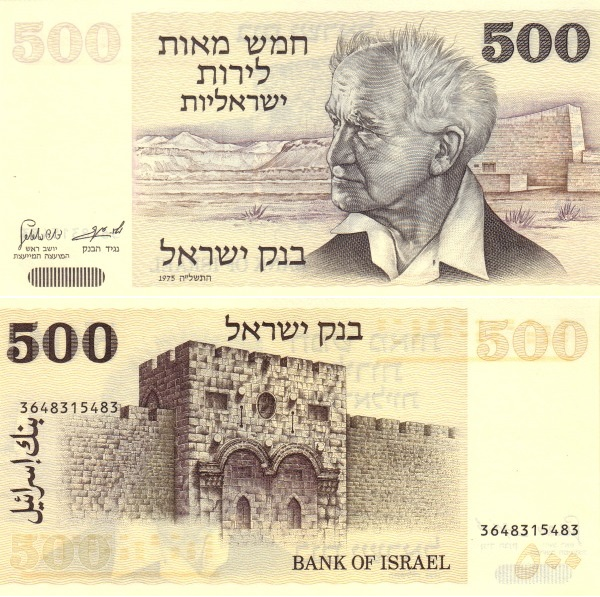
Nota emitida em 1975

A lira israelense ou libra israelense (em hebraico:  לירה ישראלית Lira Yisr'elit, em árabe: ليرة إسرائيلية), foi a moeda do Estado de Israel de junho de 1952 até 23 de fevereiro de 1980, quando foi substituído pelo shekel israelense em 24 de fevereiro de 1980. Antes da introdução da lira israelense, o estado judeu desde sua fundação em maio de 1948 usava a libra palestina, a moeda que foi usada entre 1927 e maio de 1948, no antigo Mandato Britânico da Palestina.
Até 1952, o nome usado nas notas do Banco Anglo-Palestino era a libra palestina, em hebraico לירה א"י (lira E.Y. i.e. lira Eretz-Yisraelit). Em árabe, o nome foi dado como junayh filisţīnī (جنيه فلسطيني).